# Mamers
Mamers è un comune francese di 5 757 abitanti situato nel dipartimento della Sarthe nella regione dei Paesi della Loira.

## Società

### Evoluzione demografica
Abitanti censiti

## Amministrazione

### Gemellaggi
- Gerolzhofen
- Market Rasen